# Shim

A TI Ducati SIP (semiconductor intellectual property) core végzi a videógyorsítást és a gyorsított képfeldolgozást. Az integrált áramköröket, melyek a számításokat ténylegesen végzik, két Cortex-M3-as mikrokontroller irányítja. A Cortex-A9-en lévő operációs rendszernek egy shimre van szüksége ahhoz, hogy az alrendszerrel kommunikálni tudjon.

A számítógép-programozás területén a shim (angolul „hézagoló betét”) egy olyan kis programkönyvtár, ami transzparens módon „elfog” egy API-hívást, majd megváltoztatja a hívás paramétereit, saját maga kezeli le azt, vagy máshová irányítja át a műveletet. Shimeket jellemzően akkor használnak, amikor egy API viselkedése megváltozik, így kompatibilitási problémákat okozva a régebbi alkalmazásoknak, amik még a régebbi viselkedésre számítanak. Ezekben az esetekben a régebbi API-változatot támogatni lehet az új kódra ráültetett vékony kompatibilitási réteggel (betöltve a kompatibilitási réseket, innen az elnevezés).

## Példák
Így oldották meg pl. az AppleTalk támogatását a Macintosh-számítógépeken abban a rövid átmeneti periódusban, amíg az Apple Computer támogatta az Open Transport TCP/IP-megvalósítást. Sok ezer maces program használta az elterjedt AppleTalk protokollt. Hogy ezek továbbra is működhessenek, az AppleTalkot újraimplementálták egy OpenTransport „stack” (protokollkészlet) formájában, amihez egy API shimen keresztül lehetett hozzáférni.
A Windows Application Compatibility Toolkit (ACT, kb. „alkalmazáskompatibilitási eszközkészlet”) a shim szót a visszamenőleges kompatibilitást biztosító programkönyvtárakra használja. A shimek a Windows régebbi verzióinak viselkedését szimulálják olyan elavult alkalmazások számára, amik a hibás vagy elavult funkcionalitást várják el, vagy kijavítják az ezen programok által használt API-hívásokat, például a legkisebb jogosultság elvével kapcsolatos hibákat.

## Fordítás
- Ez a szócikk részben vagy egészben a Shim (computing) című angol Wikipédia-szócikk ezen változatának fordításán alapul.  Az eredeti cikk szerkesztőit annak laptörténete sorolja fel. Ez a jelzés csupán a megfogalmazás eredetét és a szerzői jogokat jelzi, nem szolgál a cikkben szereplő információk forrásmegjelöléseként.